# Jhenaigati
Jhenaigati è un sottodistretto (upazila) del Bangladesh situato nel distretto di Sherpur, divisione di Mymensingh. Si estende su una superficie di 231,00 km² e conta una popolazione di 160.452  abitanti (censimento 2011).